# Одрі Прієто
Одрі Прієто-Бокашвілі (фр. Audrey Prieto-Bokhashvili; нар. 13 червня 1980, Клермон-Ферран) — французька борчиня вільного стилю, чемпіонка та бронзова призерка чемпіонатів світу, триразова призерка чемпіонатів Європи, учасниця Олімпійських ігор.

## Життєпис
Боротьбою почала займатися з 1996 року. Виступала за борцівський клуб «US Metro», Париж.

## Спортивні результати на міжнародних змаганнях

### Виступи на Олімпіадах
| Змагання                    | Збірна  | Вагова категорія          | Місце |
| --------------------------- | ------- | ------------------------- | ----- |
| Літні Олімпійські ігри 2008 | Франція | жіноча боротьба, до 72 кг | 14    |

### Виступи на Чемпіонатах світу
| Змагання                        | Збірна  | Вагова категорія          | Місце  |
| ------------------------------- | ------- | ------------------------- | ------ |
| Чемпіонат світу з боротьби 2005 | Франція | жіноча боротьба, до 59 кг | 12     |
| Чемпіонат світу з боротьби 2006 | Франція | жіноча боротьба, до 59 кг | 14     |
| Чемпіонат світу з боротьби 2007 | Франція | жіноча боротьба, до 59 кг | Золото |
| Чемпіонат світу з боротьби 2008 | Франція | жіноча боротьба, до 63 кг | Бронза |
| Чемпіонат світу з боротьби 2010 | Франція | жіноча боротьба, до 63 кг | 22     |
| Чемпіонат світу з боротьби 2011 | Франція | жіноча боротьба, до 63 кг | 9      |

### Виступи на Чемпіонатах Європи
| Змагання                         | Збірна  | Вагова категорія          | Місце  |
| -------------------------------- | ------- | ------------------------- | ------ |
| Чемпіонат Європи з боротьби 2003 | Франція | жіноча боротьба, до 59 кг | 9      |
| Чемпіонат Європи з боротьби 2005 | Франція | жіноча боротьба, до 59 кг | Срібло |
| Чемпіонат Європи з боротьби 2006 | Франція | жіноча боротьба, до 59 кг | Бронза |
| Чемпіонат Європи з боротьби 2008 | Франція | жіноча боротьба, до 72 кг | 14     |
| Чемпіонат Європи з боротьби 2009 | Франція | жіноча боротьба, до 63 кг | 5      |
| Чемпіонат Європи з боротьби 2010 | Франція | жіноча боротьба, до 63 кг | Срібло |
| Чемпіонат Європи з боротьби 2011 | Франція | жіноча боротьба, до 63 кг | 10     |
| Чемпіонат Європи з боротьби 2012 | Франція | жіноча боротьба, до 63 кг | 9      |

### Виступи на Кубках світу
| Змагання                    | Збірна  | Вагова категорія          | Місце |
| --------------------------- | ------- | ------------------------- | ----- |
| Кубок світу з боротьби 2005 | Франція | жіноча боротьба, до 59 кг | 5     |
| Кубок світу з боротьби 2011 | Франція | жіноча боротьба, до 63 кг | 8     |

### Виступи на інших змаганнях
| Змагання                                                        | Збірна  | Вагова категорія          | Місце  |
| --------------------------------------------------------------- | ------- | ------------------------- | ------ |
| Austrian Ladies Open 2004                                       | Франція | жіноча боротьба, до 59 кг | 10     |
| Klippan Lady Open 2005                                          | Франція | жіноча боротьба, до 59 кг | Бронза |
| Середземноморські ігри 2005                                     | Франція | жіноча боротьба, до 59 кг | Бронза |
| Міжнародний меморіал Дейва Шульца 2006                          | Франція | жіноча боротьба, до 63 кг | 4      |
| Гран-прі Німеччини з боротьби 2006                              | Франція | жіноча боротьба, до 63 кг | Бронза |
| Austrian Ladies Open 2006                                       | Франція | жіноча боротьба, до 63 кг | Бронза |
| Золотий Гран-прі з боротьби 2006                                | Франція | жіноча боротьба, до 59 кг | Бронза |
| Klippan Lady Open 2007                                          | Франція | жіноча боротьба, до 55 кг | 15     |
| Austrian Ladies Open 2007                                       | Франція | жіноча боротьба, до 55 кг | 10     |
| Austrian Ladies Open 2008                                       | Франція | жіноча боротьба, до 72 кг | 5      |
| Олімпійський кваліфікаційний турнір з боротьби 2008 (Едмонтон)  | Франція | жіноча боротьба, до 72 кг | Бронза |
| Олімпійський кваліфікаційний турнір з боротьби 2008 (Хапаранда) | Франція | жіноча боротьба, до 72 кг | Срібло |
| Klippan Lady Open 2010                                          | Франція | жіноча боротьба, до 63 кг | Бронза |
| Золотий Гран-прі з боротьби 2010 (Кліппан )                     | Франція | жіноча боротьба, до 63 кг | Бронза |
| Золотий Гран-прі з боротьби 2010 (Баку)                         | Франція | жіноча боротьба, до 63 кг | 10     |
| Гран-прі Німеччини з боротьби 2011                              | Франція | жіноча боротьба, до 63 кг | Золото |
| Відкритий чемпіонат Польщі з боротьби 2011                      | Франція | жіноча боротьба, до 63 кг | Срібло |
| Золотий Гран-прі з боротьби 2012 (Кліппан )                     | Франція | жіноча боротьба, до 63 кг | 5      |
| Олімпійський кваліфікаційний турнір з боротьби 2012 (Софія)     | Франція | жіноча боротьба, до 63 кг | 7      |
| Олімпійський кваліфікаційний турнір з боротьби 2012 (Тайюань)   | Франція | жіноча боротьба, до 63 кг | 5      |
| Олімпійський кваліфікаційний турнір з боротьби 2012 (Гельсінкі) | Франція | жіноча боротьба, до 63 кг | 13     |

### Виступи на змаганнях молодших вікових груп
| Змагання                                      | Збірна  | Вагова категорія          | Місце |
| --------------------------------------------- | ------- | ------------------------- | ----- |
| Чемпіонат світу з боротьби серед юніорів 2000 | Франція | жіноча боротьба, до 63 кг | 6     |